# Революционная гвардия (Ливия)
Корпус Революционной гвардии Джамахирии (араб. حركـة اللجان الثورية‎) — ливийское элитное полувоенное подразделение, которое играло ключевую роль по охране и защите режима Муаммара Каддафи.

## История
Революционная гвардия была создана как подразделение Революционного комитета. В начале 1980-х, Революционная гвардия стала военизированным крылом комитета и была включена в состав вооружённых сил. Гвардейцы служат в качестве надзирателей за личным составом армии, проводят политинформацию в казармах, следят за поведением личного состава и пресекают любые действия не по уставу. Под контролем Революционной гвардии находятся склады с техникой и боеприпасами на основных военных базах. Её влияние увеличилось после попытки государственного переворота в мае 1985 года, который был подавлен благодаря действиям Революционной гвардии так как она принимала активное участие в уличных боях.

## Численность и вооружение
Численность подразделения 3 000 человек, подобранных из племенных групп муниципалитета Сурт. Гвардия была хорошо вооружена, имелись танки Т-54 и Т-62, бронетранспортёры, реактивные системы залпового огня, ЗУРы, Шилки, ЗРК Оса.